# Gaio Papirio Crasso
Gaio Papirio Crasso (fl. IV secolo a.C.) è stato un politico romano.

## Tribunato consolare
Nel 384 a.C. fu eletto tribuno consolare Marco Furio Camillo, Servio Cornelio Maluginense, Publio Valerio Potito Publicola, Servio Sulpicio Rufo e Tito Quinzio Cincinnato Capitolino.
Tutto l'anno fu segnato dalla vicenda del processo condotto contro Marco Manlio Capitolino, conclusasi con la sua condanna a morte.